# Joachim Philipkowski
Joachim Philipkowski (ur. 26 lutego 1961 w Mrągowie) – niemiecki piłkarz i trener piłkarski, urodzony w Polsce. Obecnie jest trenerem drużyn młodzieżowych FC St. Pauli.